# 9286 Patricktaylor
9286 Patricktaylor è un asteroide della fascia principale. Scoperto nel 1981, presenta un'orbita caratterizzata da un semiasse maggiore pari a 2,4432730 UA e da un'eccentricità di 0,2112626, inclinata di 1,58964° rispetto all'eclittica.